# Lekser
Lekser (ang. lexer lub scanner, również analizator leksykalny) – program komputerowy, który dokonuje analizy leksykalnej danych wejściowych, zwykle jako pierwsza część jakiegoś większego procesu, np. kompilacji.
Przykładowe programy generujące leksery: lex, flex, ocamllex.